# 雅克萨战役

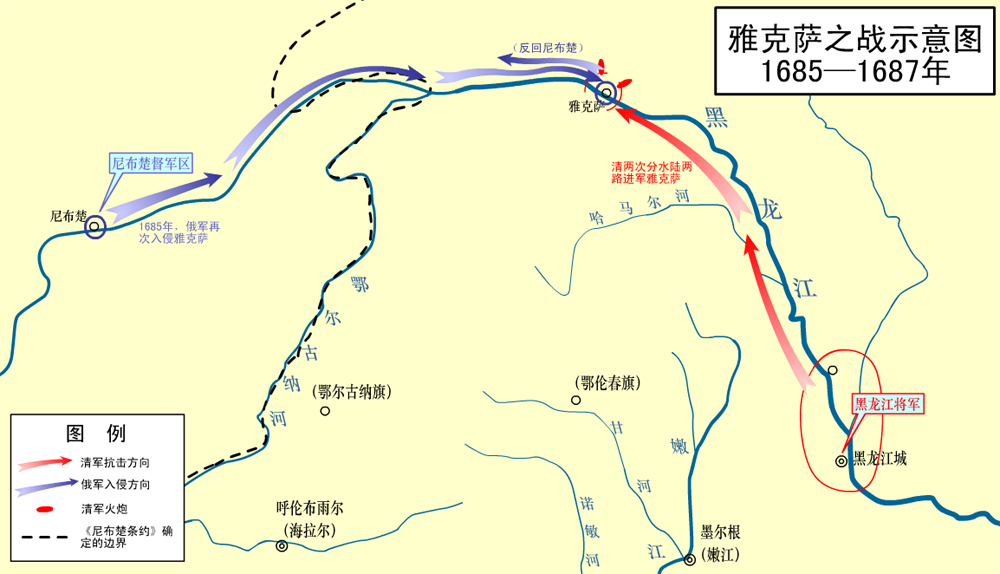
雅克萨之战示意图

雅克萨战役是17世紀中后期清朝和俄罗斯沙皇国之间因邊境衝突而爆發的一场战争，俄國及西歐文獻稱之為俄清邊境衝突（俄语：Русско-цинский пограничный конфликт）或中俄邊境衝突（英語：Sino-Russian border conflicts）。

## 經過
順治二年（1645年），沙皇俄国向西伯利亚扩张，并且进军黑龙江流域，几次被清军击败，然而满洲地区人烟稀少，一旦清军回撤，俄国人又再卷土重来，在黑龙江流域建城尼布楚（现俄罗斯联邦涅尔琴斯克）和雅克萨（今俄罗斯阿尔巴津）。1665年—1674年，波兰人尼基弗尔·切尔尼戈夫斯基在雅克萨据地称王，建立“雅克萨”国，后并入俄国。

### 第一次戰爭
康熙年间俄國人还在不断侵扰黑龙江流域，并且鼓動当地索伦部酋长叛附，康熙帝震怒。几次交涉未果后，康熙帝于1685年（康熙二十四年）派遣彭春率領清軍3000人围攻雅克萨，於5月25日發動總攻，又準備焚毁木城，俄軍於是投降，雅克薩督軍托爾布津在受降儀式上發誓不再返回雅克薩。清軍把俘獲的700餘個俄國人遣送回國，另有40多人不愿回国，被编为康熙俄裔近卫军。

### 第二次戰爭
清军回防后，托爾布津撕毀誓言，率領俄軍在七，八月間分批重返雅克薩，並全力構築城堡工事，做了長期固守的準備，此時距其投降不過兩月有餘。1686年夏，黑龙江将军萨布素率领清军重新攻打雅克萨，城內有俄軍826人及12門大炮。6月4日清軍攻城未果，於是掘塹築壘，圍困雅克薩城長達10個月。城中俄軍接近彈盡糧絕，除戰死病死外僅剩下150餘人。此时索菲亚派特使在 尼布楚和中国议和，康熙帝命令萨布素撤兵。
1689年，中俄雙方达成和议，签定中俄《尼布楚條約》，俄军撤出雅克萨，毁掉雅克萨城，划定中俄边界，整个外满洲（外东北）归中国所有。
此前在1650年代，朝鮮王朝两度支援清朝抗击俄国，稱之為羅禪征伐。

## 評價
复旦大学历史地理研究所教授侯杨方指出，當時在尼布楚地區遊牧的蒙古布里亞特部落並不屬於清朝，清朝也從未對當地實行過有效統治，因而談不上清朝割讓了領土給俄羅斯，而且條約簽訂時，喀爾喀蒙古也不屬於清朝。
清史學者戴逸認為：“《尼布楚条约》保障了中国东北边境一百多年的安定和平，为清王朝后来平定西北、西南地区的叛乱提供了稳定富饶的大后方，对于清朝的发展和繁荣、康乾盛世局面的出现，具有非常关键的作用和非常重要的历史意义。”
俄方認為，俄羅斯以失去大片領土的代價與清代中國達成了和解，由於簽署了《尼布楚條約》，導致從來不屬於中國的黑龙江左岸和額爾古納河左岸大片俄羅斯的土地被劃歸中國。俄羅斯遠東考察家涅維爾斯科伊認為，被迫簽署《尼布楚條約》對俄國人而言是悲慘的結局。